# Saint-Germain-des-Prés (metrostation)
Saint-Germain-des-Prés is een station van de metro in Parijs langs de metrolijn 4, in het 6e arrondissement.
Porte de Clignancourt · 
Simplon · 
Marcadet - Poissonniers · 
Château Rouge · 
Barbès - Rochechouart · 
Gare du Nord · 
Gare de l'Est · 
Château d'Eau · 
Strasbourg - Saint-Denis · 
Réaumur - Sébastopol · 
Étienne Marcel · 
Les Halles · 
Châtelet · 
Cité · 
Saint-Michel · 
Odéon · 
Saint-Germain-des-Prés · 
Saint-Sulpice · 
Saint-Placide · 
Montparnasse - Bienvenüe · 
Vavin · 
Raspail · 
Denfert-Rochereau · 
Mouton-Duvernet · 
Alésia · 
Porte d'Orléans ·
Mairie de Montrouge ·
Barbara ·
Bagneux - Lucie Aubrac
- Library of Congress Control Number: n50079454
- Nationale Bibliotheek van Israël: 987007557261905171
- Virtual International Authority File: 126643098
- WorldCat: E39PBJB8tRB9MjwX7vfChyj9jC